# Hans Caprez
Hans Caprez (* 4. Dezember 1940 in Castrisch; † 25. Juli 2024) war ein rätoromanischer Schweizer Journalist.

## Leben
Caprez arbeitete nach dem Seminar in Chur als Lehrer in der Surselva, ehe er Journalist wurde. Von 1971 bis 1998 war er Redaktor beim Schweizerischen Beobachter.
Mit mehreren Reportagen im Beobachter deckte er ab 1972 den Skandal des «Kinderhilfswerks» Kinder der Landstrasse auf. Diese führten zur Einstellung des Kinderhilfswerks.
Von 2013 bis 2021 präsidierte Hans Caprez die sozialdemokratische Sektion der Surselva.